# Thecla erythrozona
Thecla erythrozona är en fjärilsart som beskrevs av Johannes Karl Max Röber 1927. Thecla erythrozona ingår i släktet Thecla och familjen juvelvingar. Inga underarter finns listade i Catalogue of Life.